# Adipat

Adipat, en anglès: adipate, (-OOC-(CH₂)₄-COO-) és la forma ionitzada de l'àcid adípic.
Com a additiu alimentari, els adipats es fan servir per a regulador d'acidesa.

## Exemples
- Adipat de sodi (Codi E356)
- Adipat de potassi (E357).